# Pistolet maszynowy AEK-919K Kasztan
AEK-919K Kasztan (ros. АЕК-919К Каштан) – współczesny, rosyjski pistolet maszynowy wzorowany na austriackim pm Steyr MPi 69. Niewielkie ilości tej broni są używane prawdopodobnie przez rosyjską armię i formacje podporządkowane ministerstwu spraw wewnętrznych (MWD).
AEK-919 został skonstruowany w połowie lat 90. XX wieku. Po testach prototypu zastąpiono bezpiecznik przetykowy skrzydełkowym, zmniejszono wymiary broni. Wadą nowego bezpiecznika jest konieczność odbezpieczania broni druga ręką (w pozycji zabezpieczonej skrzydełko bezpiecznika znajduje się poza zasięgiem palców dłoni trzymającej chwyt). 
AEK-919K jest bronią samoczynno-samopowtarzalną działającą na zasadzie odrzutu zamka swobodnego, strzelającą z zamka otwartego. Komora zamkowa wykonana z blachy stalowej metodą tłoczenia, chwyt pistoletowy z polimeru. Zasilanie broni z dwurzędowych magazynków o pojemności 20 i 30 naboi, gniazdo magazynka wewnątrz chwytu pistoletowego, zatrzask magazynka u spodu chwytu. Rękojeść przeładowania po lewej stronie broni, nieruchoma podczas strzelania. Lufa poligonalna zakończona gwintem umożliwiającym montaż tłumika dźwięku. Przyrządy celownicze mechaniczne składają się z muszki i celownika przerzutowego (nastawy 50 i 100 m). Kolba wysuwana.